# 요 (봉상)
요(饒, ? ~ ?)는 전한 초기의 관료이다. '요'는 이름자로, 성씨는 알려져 있지 않다.

## 행적
문제 2년(기원전 178), 봉상에 임명되었다.

## 출전
- 반고, 《한서》 권19하 백관공경표(百官公卿表) 下

| 전임 근 | 전한의 봉상 기원전 178년 ~ 기원전 168년? | 후임 창려 |